# Zeche Gewalt
Die Zeche Gewalt im Essen-Überruhr-Hinsel ist ein ehemaliges Steinkohlenbergwerk, die Zeche war mehr als 140 Jahre in Betrieb.

## Bergwerksgeschichte
Bereits um das Jahr 1770, vermutlich sogar schon früher, wurde Steinkohle abgebaut. Das Hauptabsatzgebiet für die Kohle war das Bergische Land. Im Jahr 1803 wurde die Bergwerkseigentümergemeinschaft Vereinigte Gewalt gegründet. Da der Steinkohlenbergbau gemäß der Rellinghauser Observanz nicht unter das Bergregal fiel und somit freier Bergbau war, wurde auch keine Berechtsame verliehen. In diesem Jahr waren Förderstollen und Wasserlösungsstollen vorhanden. Später wurde ein Kunstschacht für den Abbau unterhalb der Stollensohle geteuft. Durch diesen Schacht konnten alte Unterwerksbaue angefahren werden. Am 18. April des Jahres 1810 erfolgte die Verleihung, gleichzeitig mit der Verleihung wurde die Erlaubnis zum Tiefbau erteilt. Grund hierfür war die Vereinigung der Zechen Kuckuck, Gewalt und Neuglück zum gemeinsamen Tiefbau. In diesem Jahr waren die Schächte Franz und Charlotte sowie ein Kunstschacht in Betrieb. Am 7. Dezember desselben Jahres wurde am Kunstschacht eine Wasserhaltungs-Dampfmaschine von Franz Dinnendahl in Betrieb genommen. Im Jahr 1811 war das Bergwerk weiterhin in Betrieb und es wurde damit begonnen, den Schacht Conrad für den neuen Tiefbau abzuteufen. Der Ansatzpunkt für den Schacht befand sich zwischen der heutigen Antropstraße und Gewalterberg, der Schacht wurde mit einem Göpel ausgerüstet. Die tiefste Sohle des Schachtes hatte eine Teufe von 19 Lachtern und lag somit bei +58 Meter NN. Im Jahr 1813 waren die Schächte Conrad, Franz und Lisette in Betrieb. Im Juli desselben Jahres erfolgte eine Konsolidation mit der Zeche Neuglück zur Zeche Vereinigte Gewalt.